# Koulogon Habé
Koulogon Habé is een gemeente (commune) in de regio Mopti in Mali. De gemeente telt 14.500 inwoners (2009).